# Korinth
Korinth is een plaats in de Deense regio Zuid-Denemarken, gemeente Faaborg-Midtfyn. De plaats telt 1010 inwoners (2020). Korinth ligt aan de voormalige spoorlijn Ringe - Faaborg. Het tracé tussen Korinth en Faaborg wordt nog gebruikt door een museumlijn. Het stationsgebouw is bewaard gebleven.
- MusicBrainz: d2feaec8-b740-4d29-a415-ca60df817a3b
- Nationale Bibliotheek van Tsjechië: ge1046019